# Francesco Bianchi (architetto)
Francesco Bianchi (Roma, 12 maggio 1682 – Roma, 3 settembre 1742) è stato un architetto italiano.

## Biografia

### Formazione
Nato da una famiglia di muratori originaria di Civello della diocesi di Como trasferitasi a Roma 1672 in un casamento totalmente abitato da nuclei familiari comaschi, presenti a Roma sia per le loro abilità imprenditoriali sia per le loro conoscenze dell'arte muraria ed uso delle macchine di cantiere.
Il padre Giovanni, muratore si sposò con Isabella Luisoni, figlia di un mastro ticinese, da cui ebbe due figli Michele nato 1680 e il futuro architetto Francesco nato nel 1682.
Mentre il primo figlio, Michele, seguiva le orme del padre, Francesco fu indirizzato allo studio del disegno, della geometria e della meccanica indirizzandolo verso l'Accademia di San Luca.

### Attività professionale
Si fece notare ancora studente partecipando al concorso Clementino nel 1703 ed è probabile che avesse lavorato come aiuto nella costruzione di Palazzo Doria con gli architetti Gabriele Valvassori, Antonio Del Grande e Paolo Annalj. I suoi primi lavori furono l'ampliamento del Convento di Santa Maria in Monterone a Roma e altri progetti fatti per i padri agostiniani.
Con il progetto del Palazzo Della Farnia, dell'omonimo notaio, a Città della Pieve dimostrò  per la sua originalità ad ispirarsi alle architetture borrominiane.
Fu lo stesso notaio Della Farnia a presentare l'architetto al Marchese Antinori e nel 1737 quest'ultimo lo incaricò di ricostruire il suo palazzo a Perugia.
Sulla base dei suoi disegni si realizzò con molte peripezie la costruzione del oggi viene chiamata palazzo Gallenga Stuart.
Dell'architetto è il disegno della facciata principale su piazza Grimana. La validità di questo disegno è l'essere riuscito a rendere visivamente simmetrica la facciata, pur essendo la posizione del portale d'ingresso asimmetrica ed anche l'originale soluzione dell'angolata di fronte all'arco etrusco.
La direzione dei lavori fu affidata a Pietro Carattoli noto come decoratore del Palazzo Donini.
Si disinteressò delle traversie che ebbe la costruzione tanto che la facciata sul fianco fu disegnata dall'architetto Dino Lilli.
Dopo la sua morte Il Bianchi venne tumulato nella chiesa di Santa Maria in Montesanto

## Opere
- Ampliamento del Convento di Santa Maria in Monterone a Roma
- Palazzo Della Farnia Città della Pieve
- Palazzetto .Via dei Crociferi- Roma
- Palazzo del Marchese Giuseppe Antinori Perugia (1737)
- Bottega di Sellaio -Palazzo Giustiniani- Piazza del Pantheon Roma (1739)
- Casamento Cecchi -S.Giovanni dei Fiorentini- Roma